# Сетка (электронная лампа)

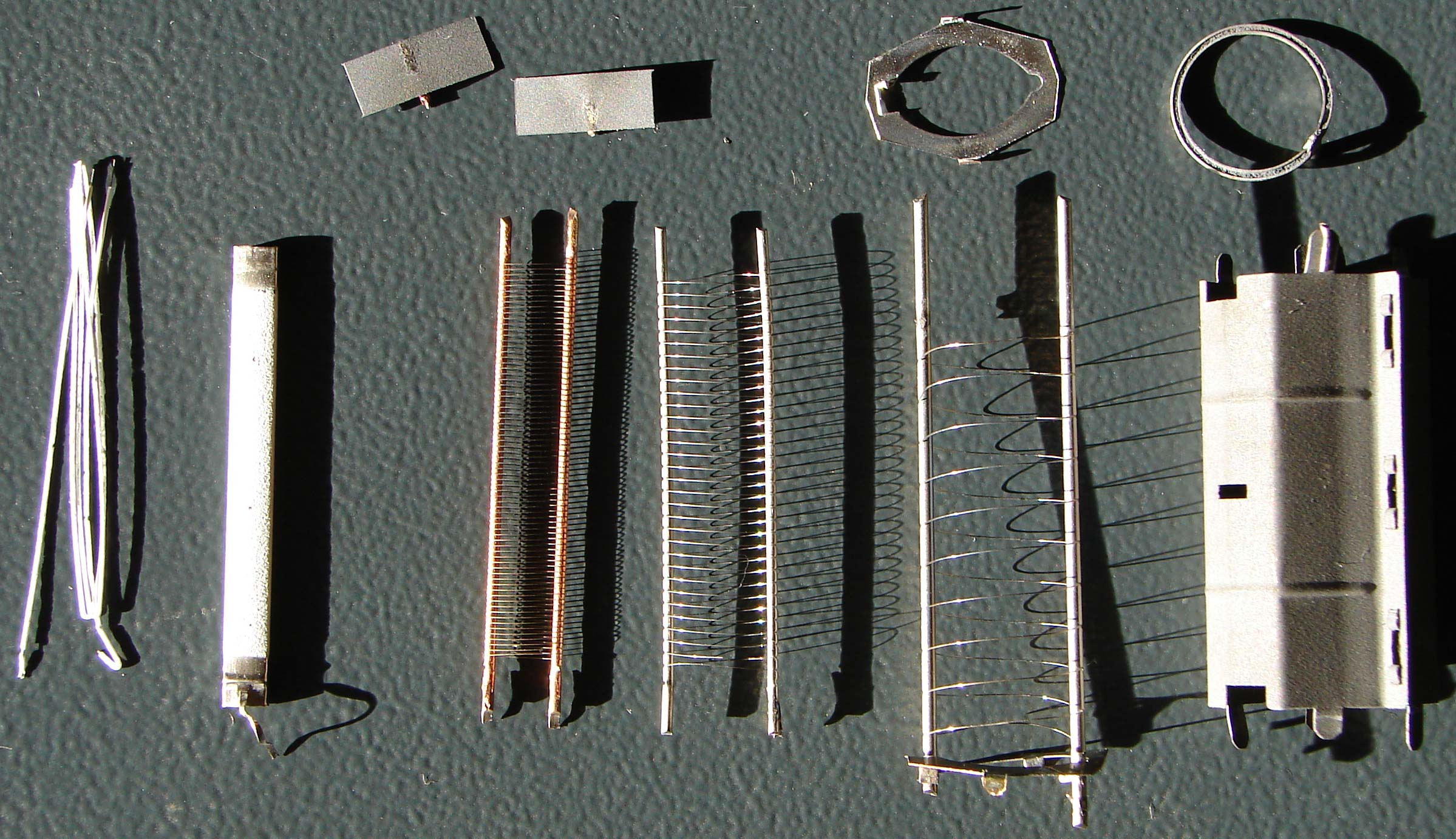
Электроды пентода. В центре — три спиральные сетки, в собранной лампе они вложены одна в другую

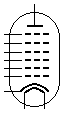
На принципиальных схемах сетки изображаются в виде прерывистых линий между символами катода и анода

Сетка — электрод электронной лампы, находящийся в потоке электронов между анодом и катодом и не перекрывающий его полностью.
По назначению разделяются на:
- Управляющая сетка — регулирует поток электронов в соответствии с напряжением входного сигнала, обеспечивает усилительные свойства лампы.
- Экранирующая сетка — уменьшает ёмкость промежутка между анодом и управляющей сеткой, что позволяет предотвратить самовозбуждение, повысить коэффициент усиления и увеличить предельную частоту усиления. Применяется в тетродах, пентодах и более сложных лампах.
- Антидинатронная сетка — подавляет динатронный эффект, улавливает электроны, выбитые из анода вторичной эмиссией.
- Катодная сетка — в лампах с низким анодным напряжением, например предназначенных для автомобильных радиоприёмников с питанием от сети 12 вольт, устанавливается между катодом и управляющей сеткой, дополнительно ускоряет испускаемые катодом электроны.

В некоторых случаях предназначение сеток может быть изменено создателем аппаратуры, например тетрод или пентод можно использовать как триод с катодной сеткой, катодную сетку применять в качестве управляющей, экранирующая сетка может играть роль анода в «виртуальном» триоде в составе тетрода или пентода (в генераторе с электронной связью) и т. п.
В самых ранних лампах сетки действительно имели вид плоской сетки, сплетённой из металлических проволок (отсюда и название); всё ещё применяются в некоторых высокочастотных лампах. Чаще всего сетка представляет собой редкую проволочную спираль, навитую на специальных стойках (траверсах) вокруг катода. Особый случай — стержневые лампы, где роль сеток выполняют пары тонких стержней, расположенных вдоль катода. Система таких «сеток» регулирует электронный поток, не столько задерживая его, сколько фокусируя, то есть работает, как электростатическая линза.